# Каменное (озеро, исток Хиетайоки)
Каменное — озеро на территории Костомукшского городского округа Республики Карелии и коммуны Суомуссалми области Кайнуу Республики Финляндии.

## Общие сведения
Площадь озера — 2,2 км². Располагается на высоте 233,4 метров над уровнем моря.
Форма озера лопастная. Берега изрезанные, каменисто-песчаные.
Из озера вытекает река Хиетайоки, воды которой, протекая полностью по территории Финляндии, через ряд проток, озёр и ламбин, втекают в реку Оулуйоки.
В озере не менее десятка безымянных островов различной площади, однако их количество может варьироваться в зависимости от уровня воды. Через самый северный — Раясаари — проходит государственная граница.
Код объекта в государственном водном реестре — 02020020011102000009365.